# قارة بحرية
تعتبر عبارة القارة البحرية الاسم الذي أطلقه في الأصل علماء الأرصاد الجوية على إقليم جنوب شرق آسيا والذي يضم العديد من الجزر وأشباه الجزر والبحار الضحلة. ويعتبر علم الأرصاد الجوية هذا الإقليم مهمًا وهذا نتيجة لاعتباره أهم الأقاليم التي تعتبر مصدرًا للطاقة في النظام الدوري العالمي بالكامل وهذا نتيجة تضمنه لعدد من العناصر المتوافقة، وكذلك يعتبر أهم موقع جغرافي وطوبولوجي، وهذان الأمران ساهما في تشكيل أكبر منطقة دافئة بالمحيط على وجه الأرض وهي منطقة المياه الاستوائية الدافئة.
ويجمع الاسم بين المصطلحين بحري وقارة واللذان يستعملان كمتضادين في وصف المناخ. وهذا لأن الهواء البحري رطب، بينما الهواء القاري جاف.
وتعتبر المساحات الأرضية ومناطق المياه في إقليم جنوب شرق آسيا ، بوضوح، موزعة بالتساوي. وعلاوة على ما سبق، تتميز مساحات الأراضي بالجبال العالية وبأن البحار تعتبر من بين أكثر البحار دفئًا على وجه الأرض. وهذا ينتج مساحة واسعة من العواصف الرعدية النهارية والتي تضخ كميات ضخمة من الندى والحرارة إلى أعلى الغلاف الجوي والذي بدوره يغذي مستوى الرياح الأعلى الذي يحيط بالعالم.